# Heliotropium krauseanum
Heliotropium krauseanum är en strävbladig växtart som beskrevs av Friedrich Karl Georg Fedde. Heliotropium krauseanum ingår i Heliotropsläktet som ingår i familjen strävbladiga växter. Inga underarter finns listade i Catalogue of Life.